# Auneau-Bleury-Saint-Symphorien
Auneau-Bleury-Saint-Symphorien is een gemeente in het Franse departement Eure-et-Loir in de regio Centre-Val de Loire. De gemeente behoort tot het kanton Auneau van het arrondissement Chartres. Auneau-Bleury-Saint-Symphorien telde op 1 januari 2022 6.354 inwoners.

## Geschiedenis
Op 1 januari 2012 fuseerden Bleury en Saint-Symphorien-le-Château tot de gemeente Bleury-Saint-Symphorien. Op 1 januari 2016 werd deze gemeente samengevoegd met Auneau tot de huidige gemeente. Auneau en Bleury-Saint-Symphorien kregen de status van commune déléguée en Auneau werd de hoofdplaats van deze commune nouvelle.

## Geografie
De oppervlakte van Auneau-Bleury-Saint-Symphorien bedroeg op 1 januari 2022 34,29 vierkante kilometer; de bevolkingsdichtheid was toen 185,3 inwoners per km².
De Aunay, de Perray, de Rémarde en de Voise stromen door de gemeente. Kernen zijn Bleury-Saint-Symphorien in het noorden en Auneau in het zuiden.
De onderstaande kaart toont de ligging van Auneau-Bleury-Saint-Symphorien met de belangrijkste infrastructuur en aangrenzende gemeenten.

## Verkeer en vervoer
De autosnelweg A11 loopt door de gemeente

## Bezienswaardigheden
- Kasteel van Auneau (11e-18e eeuw)
- Kasteel van Esclimont
- Kerk Saint-Martin (11e eeuw)
- Kerk Saint-Rémy (Auneau,11e eeuw)
- Kerk Saint-Etienne (Auneau, 19e eeuw)[3]